# Janiralata chuni
Janiralata chuni är en kräftdjursart som först beskrevs av Thielemann 1910.  Janiralata chuni ingår i släktet Janiralata och familjen Janiridae. Inga underarter finns listade i Catalogue of Life.